# LG 스타일러스 2 플러스
LG 스타일러스 2 플러스는 LG전자가 2016년 6월 1일, 글로벌 출시한 패블릿 중저가형 스마트폰이다. LG 스타일러스 2의 성과가 좋아서 출시된 기종으로, 성능이 대폭 향상되었다. 미국 버전과 대만, 인도 버전의 사양이 약간 다르다. 미국 버전은 후면에 지문 인식 센서가 있는 반면 대만과 인도 버전은 전면 LED 플래시가 탑재되어있다.

## 운영 체제 / 소프트웨어

### 안드로이드 6.0.1 마시멜로
LG 스타일러스 2 플러스는 안드로이드 6.0.1 마시멜로를 탑재하여 출시되었다.

## 특수 기능

### 팝 메모
스타일러스 펜을 뽑으면 플루팅 타입의 메모장이 나와서 바로 메모를 할 수 있는 기능이다. 비슷한 기능으로 꺼진 화면에서도 메모를 할 수 있는 기능도 있는데 이는 삼성 갤럭시 노트 7에 들어간 기능과 비슷하다.

### 팝 스캐너
문서 촬영 시 문서영역을 인식해서 반듯하게 스캔하는 기능이다.

### 펜 지킴이
펜을 뽑힌 상태에서 일정 기간 이동하면 팝업 알림이 뜨는 기능이다. 삼성 갤럭시 노트 시리즈에도 들어가는 기능이다.

### 지문 인식
미국 버전에만 있는 기능으로 후면에 있는 전원 버튼에 지문을 대서 잠금을 푸는 기능이다. LG전자 중저가형 기종 중에서는 스타일러스 2 플러스가 최초로 지문 인식이 탑재되었다.

## 스타일러스 펜
기존 G 스타일로에 들어간 것과 비슷하지만 기존의 러버듐에서 나노 코팅된 섬유 재질로 재질이 변경되었다. 스타일러스 2의 것과 동일하다.

## 색상
- 티탄
- 골드 (인도, 대만 버전)
- 브라운 (미국 버전)

## 같이 보기
- LG 스타일러스
- LG G 스타일로
- LG 스타일러스 2
- LG K
- LG X